# أورديكساني سيليل
أورديخان جليل (بالكردية: Ordîxanê Celîl، وبالروسية: Ordikhan Dzhasimovich Dzhalilov، ويعرف أيضًا باسم Ordikhan-e Jalil أو Ordikhane Dzhalil) (1932–2007)، كان عالمًا كرديًا بارزًا. وُلد في يريفان لعائلة كردية إيزيدية. التحق بقسم اللغة في جامعة يريفان عام 1951 وتخرج منها عام 1956.
في عام 1957، تم تعيينه رئيسًا لقسم الدراسات الكردية في جامعة لينينغراد. كما عمل لمدة ثلاث سنوات كأول مذيع باللغة الكردية في إذاعة يريفان.
زار كردستان العراق في عام 1958، حيث أجرى بحوثًا لغوية حول اللغة الكردية.
على مدى سنوات، عمل إلى جانب شقيقه جليل جليل وشقيقته جميلة جليل في جمع القصص الشعبية والشعر الكردي. يحتوي أرشيفه على أكثر من 100 ألف مثل كردي، لا يزال الكثير منها غير منشور.

## الكتب
1. Şiyêr û poêm، شعر، 114 ص، دار نشر هايثرات، أرمينيا، 1959.
2. Stranên Lîrîkên Gelêrîyên Kurd (الأغاني الغنائية والفلكلورية الكردية)، 1964.
3. Кудский героический epос "Златорокий han": Дымдым (شعر ديمديم الملحمي)، 206 صفحة، ناوكا للنشر، 1967.
4. "Kurdskie poslovitsy i pogovorki: na kurdskom i russkom iazykakh" (الأمثال والأقوال الكردية، 454 ص.، Glavnaia redaktsiia vostochnoi Literatury الناشرون، موسكو، 1972. (مع Celîlê Celîl ) [3]
5. شيروكين سيمايتا كوردا (حكايات الشعب الكردي)، 234 ص، دار هايستان للنشر، 1974.
6. كيلا ديمديم (قلعة ديمديم).
7. خانه ديست زيرين (خان اليد الذهبية).
8. Biwêj û Gotinên Pêşiyanên Kurd (الأمثال الكردية).
9. زرغوتينا كوردا (الفولكلور الكردي)، شارك في تأليفه سيليلي سيليل ، المجلد. الأول، الثاني، ناوكا للنشر، موسكو، 1978.
10. Celîl, O., C. Celîl & Z. Celîl, Qurdskie skazki, legendy i predaniia (حكايات وأساطير كردية)، دار نشر ناوكا، موسكو، 1989.
11. Zargotina Kurdên Sûriyê (فولكلور الأكراد في سوريا)، تأليف مشترك مع أحمد عمر وسيليلي سيليل، دار نشر جينا نو، أوبسالا، السويد، 1989،(ردمك 91-970927-3-8) .
12. داستانين كردي، تأليف مع سيليلي جليل، 244 ص، دار زيل للنشر، اسطنبول، 1994.
13. Istoricheskie pesni kurdov (الأغاني الشعبية الكردية)، 816 صفحة، معهد فوستوكوفيدينيا (روسيسكايا أكاديميا)، دار أورينتاليا للنشر، سانت بطرسبورغ، 2003.

## ملحوظات
1. ↑  Celîl، Ordîxanê (1978). Kurdskiĭ fol'klor (2) (بالكردية). Nauka.
2. ↑  "Celile Celil: Kurdish historian Professor Celile Celil: I brought out the truth of the history of the Kurds". KurdishMedia. 5 يوليو 2003. مؤرشف من الأصل في 2006-11-07. اطلع عليه بتاريخ 2020-05-14.
3. ↑  Kurdskie poslovitsy i pogovorki: Na kurdskom i russkom iazykakh. Glavnaia redaktsiia vostochnoi literatury. 1972.

## الروابط الخارجية
- السيرة الذاتية ، عميدة كرد (باللغة الكردية).